# Anne Coffin Hanson
Anne Coffin Hanson (geboren am 12. Dezember 1921 in Larchmont, New York; gestorben am 1. oder 3. September 2004 in New Haven, Connecticut) war eine amerikanische Kunsthistorikerin und Kuratorin. Ihr Spezialgebiet war die europäische Kunst des späten 19. und frühen 20. Jahrhunderts, insbesondere veröffentlichte sie zum Werk von Édouard Manet und den Malern des italienischen Futurismus.

## Leben
Hanson kam 1921 als Tochter des Pfarrers Francis Joseph Howells Coffin und seiner Frau Annie Roulhac Coffin in Larchmont im US-Bundesstaat New York zur Welt. Nach der schulischen Ausbildung studierte sie zunächst Malerei am Skidmore College in Saratoga Springs und setzte ihre Ausbildung später an der University of Southern California in Los Angeles fort. 1943 Schloss sie dort ihr Studium mit dem Bachelor ab. Anschließend lebte sie in New York City, wo sie bis 1945 die Art Students League of New York besuchte. Im Schuljahr 1949–1950 unterrichtete sie Kunst am Wagner College auf Staten Island. Ihr Studium der Malerei beendete sie 1951 an der University of North Carolina at Chapel Hill mit dem Master-Abschluss. In der Folgezeit unterrichtete sie von 1952 bis 1955 Schüler an der Miss Fine’s School in Princeton. Danach unterrichtete sieh von 1955 bis 1958 an der University at Buffalo.
1958 begann Hanson ein Studium der Kunstgeschichte am Bryn Mawr College nahe Philadelphia. Dies schloss sie 1962 mit dem  Doktorgrad Ph.D. ab. Ihre Dissertation verfasste sie über den Frührenaissance-Bildhauer Jacopo della Quercia. Nach ihrem Studium unterrichtete sie zunächst als Assistant Professor Kunstgeschichte am Swarthmore College und von 1964 bis 1968 am Bryn Mawr College. Hanson war maßgeblich an der Vorbereitung der großen Édouard Manet-Retrospektive beteiligt, die 1966–1967 im Philadelphia Museum of Art und im Art Institute of Chicago gezeigt wurde. Sie verfasste auch den Katalog zur Ausstellung. Hanson wechselte 1968 ans New Yorker Museum of Modern Art und leitete dort als Direktorin das International Study Center.
An der Yale University erhielt sie 1970 als erste Frau eine Berufung als full tenured professor (ordentliche Professorin). Von 1974 bis 1978 leitete sie den Bereich Kunstgeschichte der Universität. Zu ihren zahlreichen Veröffentlichungen gehörte das 1977 erschienene Buch Manet and the Modern Tradition, für das sie mit dem Charles Rufus Morey Award for art history scholarship ausgezeichnet wurde. 1978 erhielt sie die Ernennung zum John Hay Whitney Professor in the History of Art. In den 1980ern wandte sich Hanson verstärkt der Kunst des italienischen Futurismus zu. Sie organisierte an der Yale University Art Gallery die 1983 gezeigte Ausstellung The Futurist Imagination: Word + Image in Italian Futurist Painting, Drawing, Collage and Free-Word Poetry und verfasste hierzu den Katalog. Von 1985 bis 1987 übernahm sie die Leitung der Yale University Art Gallery. Dort war sie 1988 Mitkuratorin einer Ausstellung zum grafischen Werk von Umberto Boccioni. Hanson beendete 1992 vorerst ihre Arbeit für die Yale University und übernahm für ein Jahr die Samuel H. Kress-Professur am Center for Advanced Study in Visual Arts der National Gallery of Art in Washington, D.C. Danach arbeitete sie an der Ausstellung Severini Futurista über den italienischen Künstler Gino Severini, die 1995 in der Yale University Art Gallery und im Kimbell Art Museum in Fort Worth zu sehen war. Anschließend kehrte sie an die Yale University Art Gallery zurück und übernahm bis 1996 als Kuratorin den Bereich für europäische und zeitgenössische Kunst.
Hanson war seit 1942 mit Warfield Garson verheiratet. Aus dieser Ehe gingen drei Kinder hervor. Die Ehe wurde Ende der 1950er Jahre geschieden. 1962 heiratete sie den Studenten und späteren Kunsthistoriker Bernard Allen Hanson. Diese Ehe wurde 1978 geschieden. Hanson starb 2004 in New Haven.

## Veröffentlichungen (Auswahl)
- Jacopo della Quercia’s Fonte Gaia. Dissertation, Oxford-Warburg studies, Clarendon Press, Oxford 1965.
- Edouard Manet: 1832–1883. Ausstellungskatalog Philadelphia Museum of Art und art Institute of Chicago, Philadelphia 1966.
- Manet and the modern tradition. Yale University Press, New Haven 1977, ISBN 0-300-01954-8.
- The Futurist Imagination word + image in Italian futurist painting, drawing, collage and free-word poetry. Ausstellungskatalog, Yale University Art Gallery, New Haven 1983.
- Severini futurista: 1912–1917. Ausstellungskatalog, Yale University Art Gallery, New Haven 1995, ISBN 0-89467-071-9.